# Biblioteca Nacional de Benín
La Biblioteca Nacional de Benín (en francés: Bibliothèque nationale du Bénin) es la biblioteca nacional y depósito legal de Benín. La biblioteca está ubicada en la capital, Porto Novo y fue fundada el 28 de noviembre de 1975.
La Biblioteca Nacional de Benín sufre de una gran falta de recursos. Aun así, la biblioteca organiza exposiciones y jornadas de puertas-abiertas para que el público descubra la biblioteca y hago uso de sus instalaciones.

## Colección

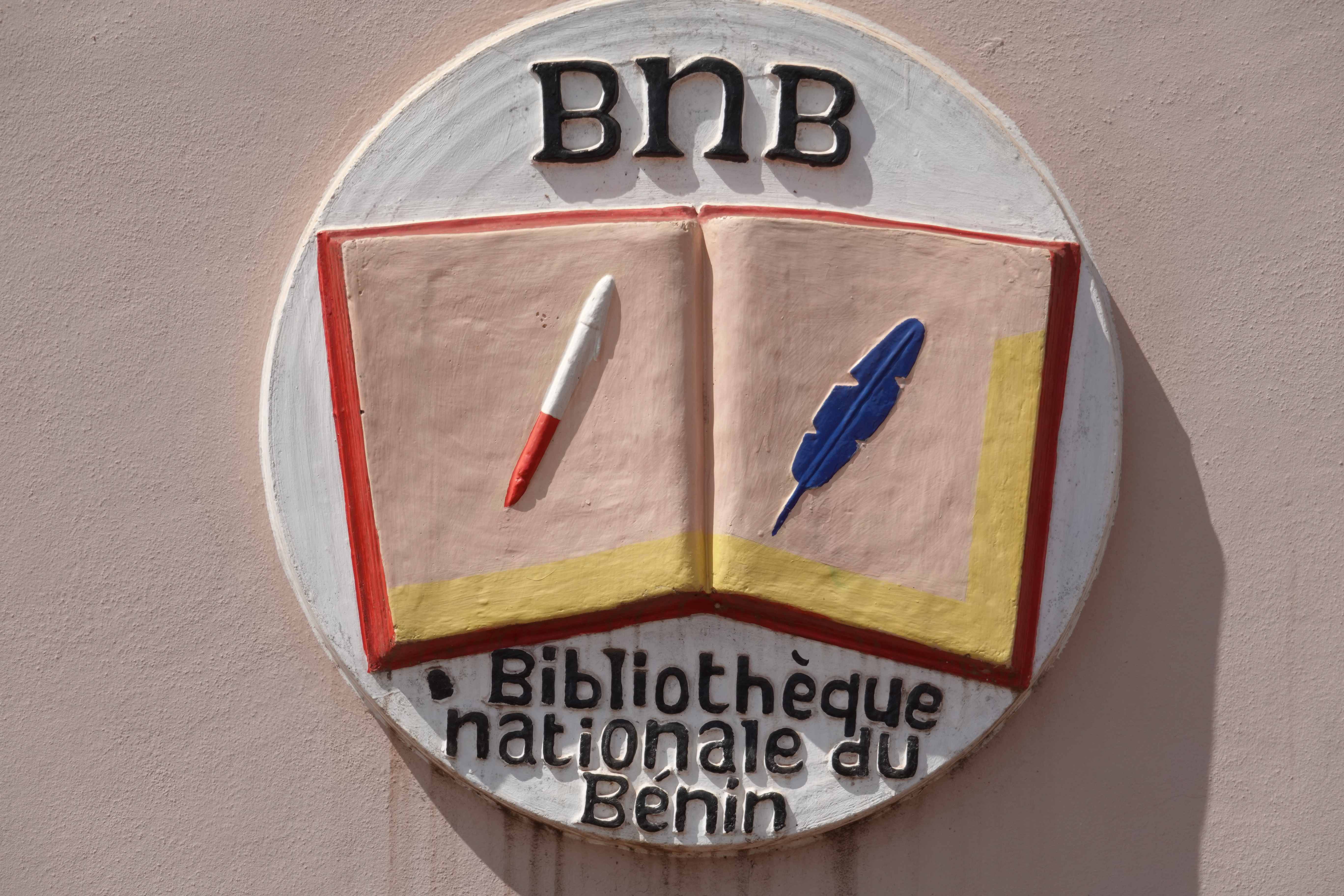
Logo de la Biblioteca Nacional de Benín

La Biblioteca Nacional de Benín tiene una colección de 68 mapas y planos, 46 cartas postales, 180 discos compactos, 642 estampados, 80 monedas y 48 billetes.

## Infraestructuras
La biblioteca dispone de tres grandes edificios dedicados a las funciones de la administración y de los servicios técnicos de la biblioteca al igual que atención al público y de la tienda de la biblioteca.

## Servicios
La biblioteca ofrece cuatro servicios al público:
- Servicio de adquisición y tratamiento
- Servicio de depósito legal y bibliografía nacional
- Servicio de comunicación, investigación y conservación
- Servicio administrativo y financiero

## Personal
La biblioteca tiene 10 empleados con contratación permanente y 6 empleados con contratación temporal. Los contrados de todo el personal son del Gobierno de Benín que gestiona la biblioteca nacional.
El director de la Biblioteca Nacional de Benín es Koffi Attédé.